# Poa xenica
Poa xenica är en gräsart som beskrevs av Elizabeth Edgar och Henry Eamonn Connor. Poa xenica ingår i släktet gröen, och familjen gräs. Inga underarter finns listade i Catalogue of Life.